# 建設世界旅遊休閒中心委員會
建設世界旅遊休閒中心委員會（葡文縮寫：CCCMTL），在澳门特别行政区行政長官管轄及指導下運作。2021年5月4日，澳門特區政府公布第67/2021號行政長官批示，批示中宣布翌日起廢除建設世界旅遊休閒中心委員會、中國與葡語國家商貿合作服務平台發展委員會、“一帶一路”建設工作委員會以及建設粵港澳大灣區工作委員會。

## 職權
- 就澳門特別行政區建設世界旅遊休閒中心作出研究和頂層設計，並制定有關政策；
- 統籌制定以建設世界旅遊休閒中心為基礎的澳門未來五年發展規劃；
- 設立定期檢查當年中期規劃的制度；
- 就其他相關事宜發出指引。

## 組織法例
- 第330/2015號行政長官批示（2015年10月28日《澳門特別行政區公報》)設立“建設世界旅遊休閒中心委員會”。
- 第76/2017號行政長官批示（2017年4月3日《澳門特別行政區公報》)修改第330/2015號行政長官批示。

## 成員
根據相關批示，委員會可下設專責小組，專責小組可由委員會成員、公共部門或公共實體的代表、專家、學者或社會人士組成，由委員會主席委任，並指定一名召集人。

### 主席
行政長官賀一誠

### 成員
經濟財政司司長；
社會文化司司長；
運輸工務司司長；
行政長官辦公室主任；
政府發言人辦公室政府發言人；
行政長官辦公室代表兩名；
政策研究和區域發展局代表兩名。
另外，上款（七）及（八）項所指的成員由行政長官以批示委任，其任期在委任批示中訂定。

## 支援
行政長官辦公室向委員會提供運作所需的行政、技術及後勤支援。
1. ↑  . www.xinhuanet.com.   [2021-05-04]. （原始内容存档于2021-05-04）.
2. ↑  . bo.io.gov.mo.   [2021-05-04]. （原始内容存档于2021-05-04）.